# Chauffage décentralisé
Le chauffage décentralisé est un système ou les fonctions de génération et d'émission de la chaleur sont assurées conjointement au sein de chaque appareil.

## Principe
Plusieurs appareils de chauffages indépendants sont placés à différents endroits du logement.

## Avantages et inconvénients

### Avantages
Ce système est préférable dans les régions chaudes nécessitant très peu de chauffage, mais aussi pour les bâtiments qui ne sont chauffées que quelques semaines dans l’année (par exemple, des habitations secondaires).
Un système décentralisé demande une installation moins lourde qu'un système centralisé.

### Inconvénients
Son prix de revient à l’utilisation est plus élevé qu'un chauffage centralisé.